# Museo per la memoria di Ustica
Il Museo per la Memoria di Ustica è un museo di Bologna a commemorazione della strage di Ustica e delle sue vittime. Fa parte dell'area Arte moderna e contemporanea dei musei civici bolognesi.
La sede espositiva è nel quartiere Bolognina, presso l'ex deposito tranviario della Zucca.

## Storia
Il museo, realizzato grazie alla determinazione dell'Associazione dei Parenti delle Vittime della Strage di Ustica, è stato inaugurato il 27 giugno 2007, in occasione del ventisettesimo anniversario della strage, in presenza del sindaco di Bologna Sergio Cofferati, del Ministro dello sport e delle politiche giovanili Giovanna Melandri e di Daria Bonfietti, presidente della Associazione.
Il sindaco di Bologna Walter Vitali ne aveva annunciato la realizzazione il 27 giugno 1993 alla presenza di Giovanni Conso, allora ministro della giustizia. Il relitto del DC-9, composto di più di 2000 parti, era arrivato a Bologna il 25 giugno 2006 grazie ad un trasporto eccezionale effettuato dai Vigili del fuoco.

## L'esposizione
Il museo ospita i resti del DC-9 ricostruiti all'interno degli ampi spazi dell'ex Magazzino ATC.
Attorno al relitto è stata allestita un'installazione, opera di Christian Boltanski, composta da 81 luci e 81 specchi in memoria delle 81 vittime della strage. Alcune casse contengono, nascosti alla vista dei visitatori, gli oggetti personali appartenuti alle vittime.
 Di tali oggetti è disponibile una raccolta di fotografie, messa a disposizione del pubblico del museo nella pubblicazione, voluta dallo stesso Boltanski, Lista degli oggetti personali appartenuti ai passeggeri del volo IH 870.

## Galleria d'immagini

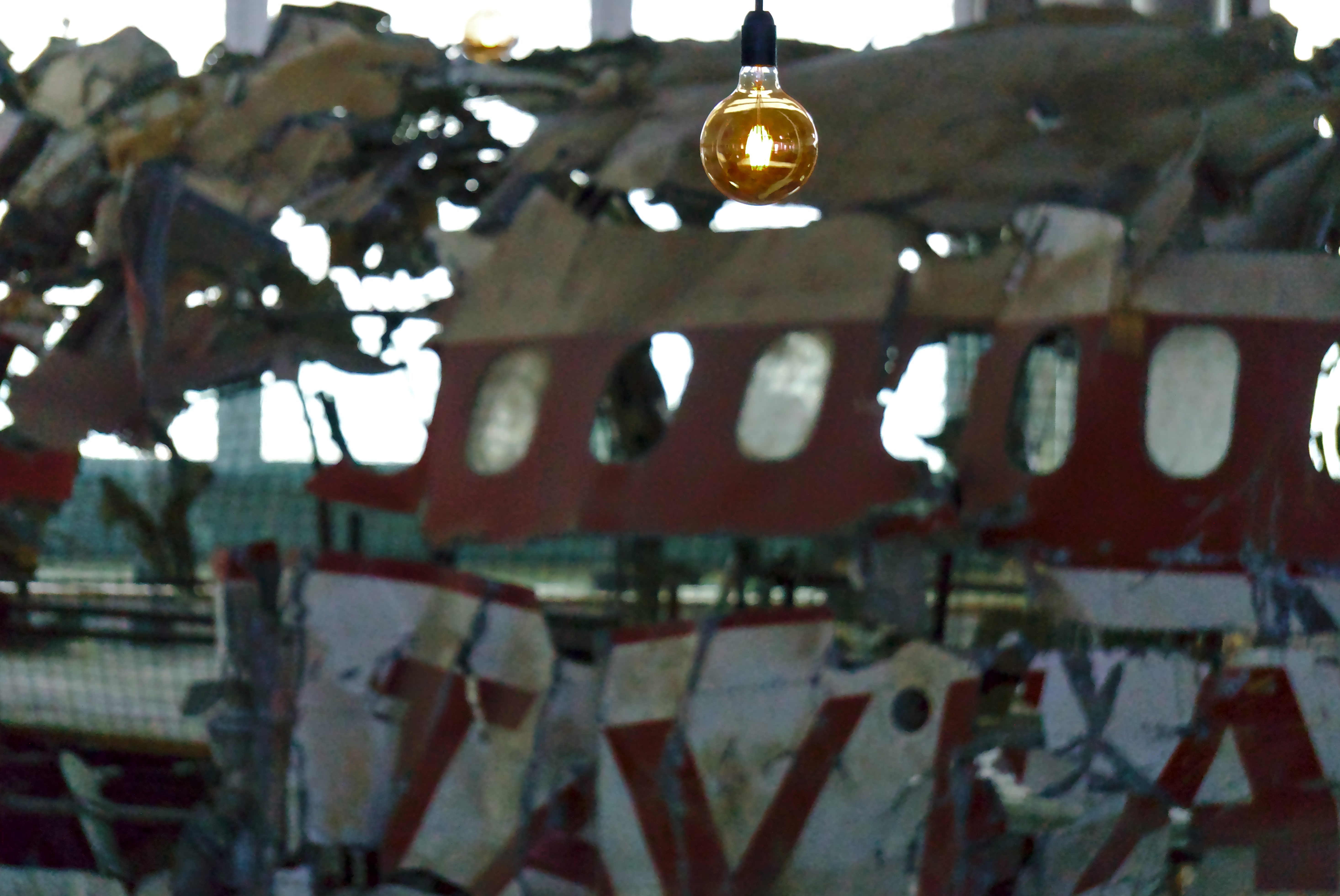
Una lampadina pendente dal soffitto con i resti dell'aereo sullo sfondo
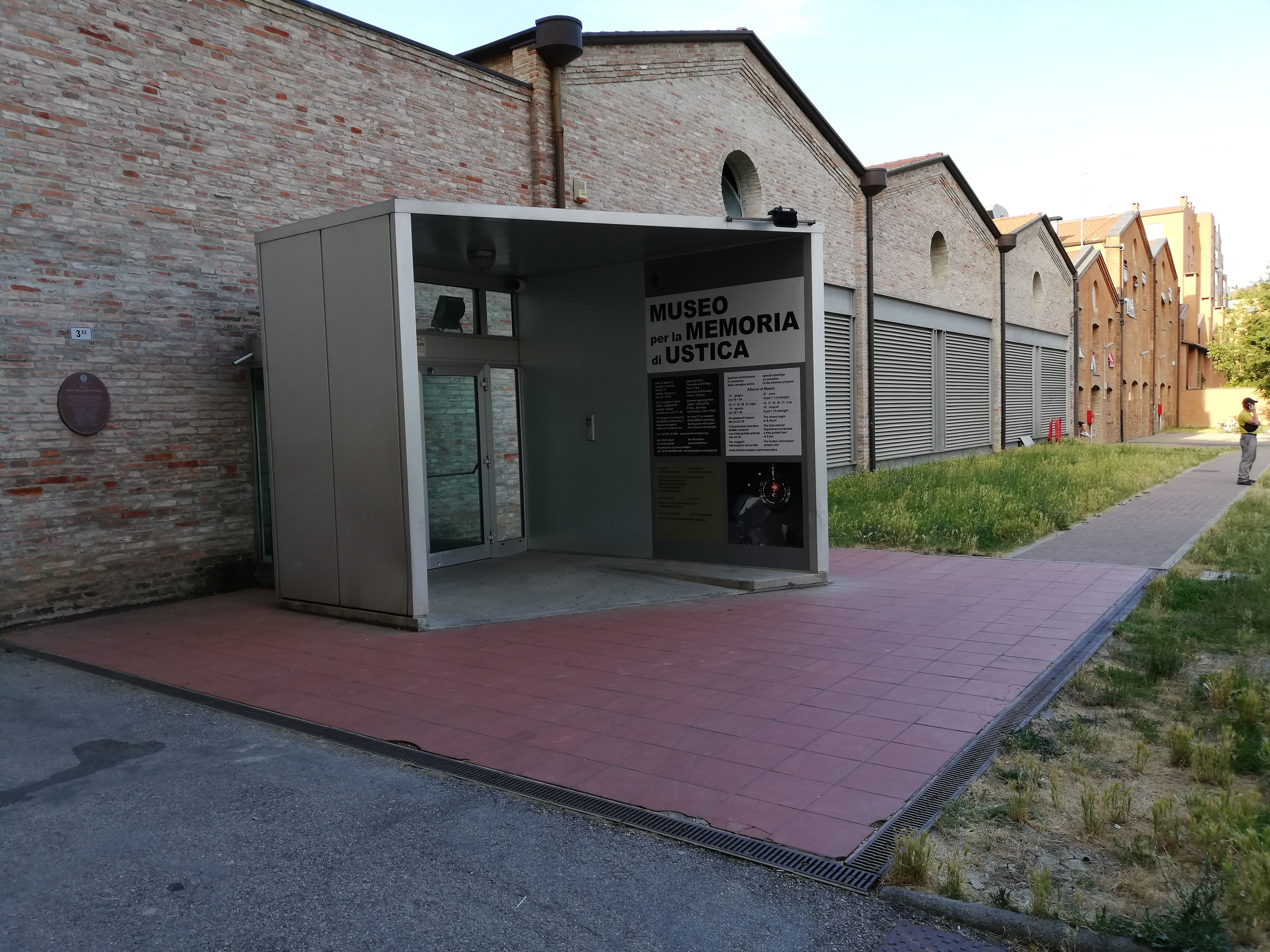
Ingresso del museo
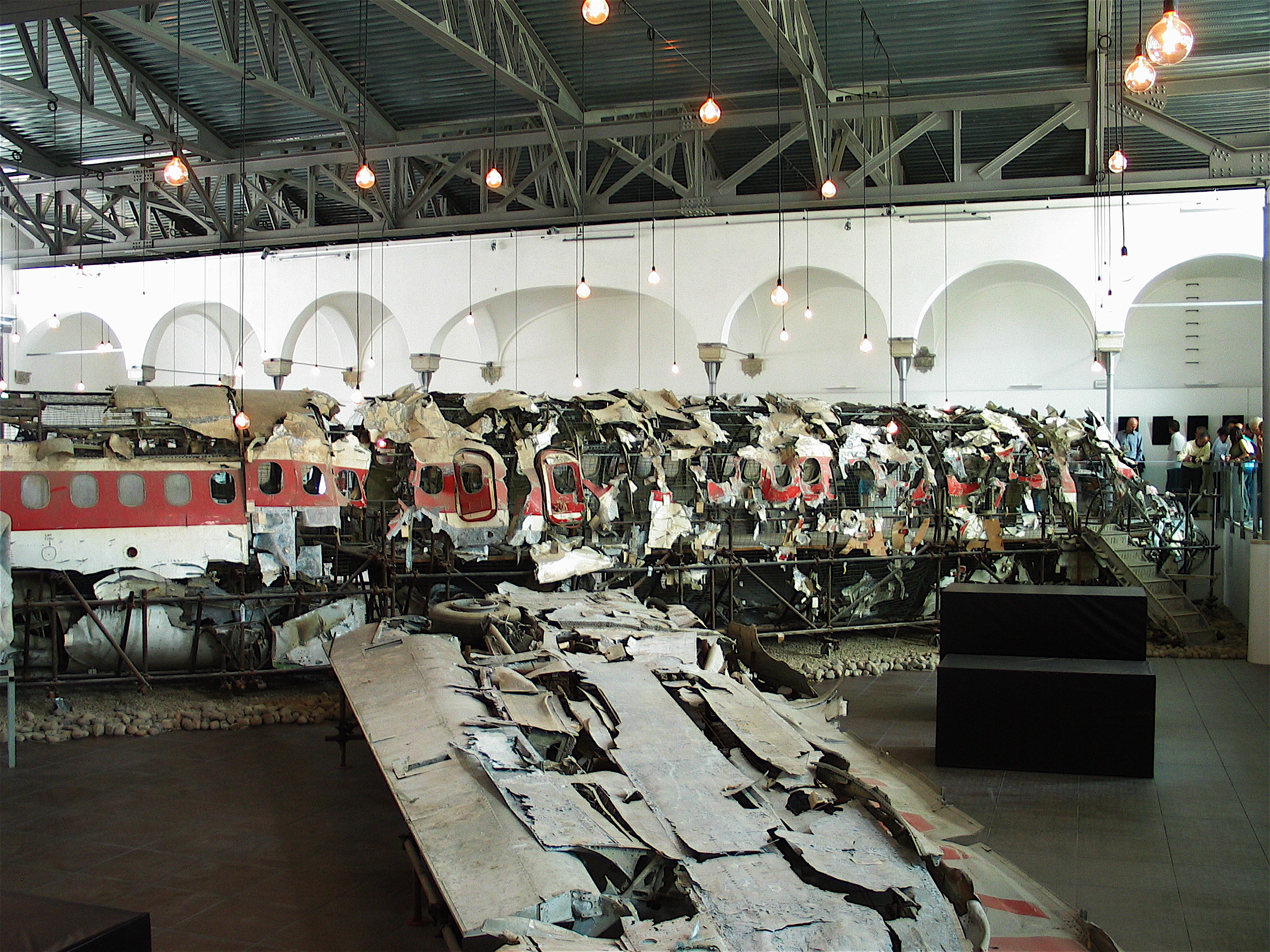
Veduta del relitto